# Datas
Datas este un oraș în Minas Gerais (MG), Brazilia.